# Festival Internacional de Cinema de Berlim 1979
A 29ª edição anual do Festival Internacional de Cinema de Berlim foi realizado entre os dias 20 de fevereiro a 3 de março de 1979. O Urso de Ouro foi concedido ao filme alemão David, dirigido por Peter Lilienthal.

## Júri
As seguintes pessoas foram anunciados como jurados do festival:
- Jörn Donner (chefe do júri)
- Julie Christie
- Romain Gary
- Ingrid Caven
- Georg Alexander
- Liliana Cavani
- Paul Bartel
- Pál Gábor
- Věra Chytilová

## Filmes em competição
Os seguintes filmes competiram pelo prêmio Urso de Ouro:
| † | Vencedor do prêmio principal de melhor filme em sua seção |
| Título                       | Diretor(es)                   | País           |
| ---------------------------- | ----------------------------- | -------------- |
| A ménesgazda                 | András Kovács                 | Hungria        |
| Albert - warum?              | Josef Rödl                    | Alemanha       |
| David                        | Peter Lilienthal              | Alemanha       |
| Die Ehe der Maria Braun      | Rainer Werner Fassbinder      | Alemanha       |
| Die erste Polka              | Klaus Emmerich                | Alemanha       |
| Genèse d'un repas            | Luc Moullet                   | França         |
| El corazón del bosque        | Manuel Gutiérrez Aragón       | Espanha        |
| Ernesto                      | Salvatore Samperi             | Itália         |
| Hardcore                     | Paul Schrader                 | Estados Unidos |
| Iskanderija... lih?          | Youssef Chahine               | Egito          |
| Kassbach – Ein Porträt       | Peter Patzak                  | Áustria        |
| Kejsaren                     | Jösta Hagelbäck               | Suécia         |
| L'Adolescente                | Jeanne Moreau                 | França         |
| L'amour en fuite             | François Truffaut             | França         |
| Meetings with Remarkable Men | Peter Brook                   | Reino Unido    |
| Messidor                     | Alain Tanner                  | Suíça          |
| Movie Movie                  | Stanley Donen                 | Estados Unidos |
| The Deer Hunter              | Michael Cimino                | Estados Unidos |
| Nosferatu: Phantom der Nacht | Werner Herzog                 | Alemanha       |
| Parashuram                   | Mrinal Sen                    | Índia          |
| Phantom                      | René Perraudin · Uwe Schrader | Alemanha       |
| Ubu                          | Geoff Dunbar                  | Reino Unido    |
| Vinterbørn                   | Astrid Henning-Jensen         | Dinamarca      |

## Prêmios
Os seguintes prêmios foram concedidos pelo júri:
- Urso de Ouro: David de Peter Lilienthal
- Urso de Prata — Grande Prêmio do Juri: Iskanderija... lih? de Youssef Chahine
- Urso de Prata de Melhor Diretor: Astrid Henning-Jensen por Vinterbørn
- Urso de Prata de Melhor Atriz: Hanna Schygulla em Die Ehe der Maria Braun
- Urso de Prata de Melhor Ator: Michele Placido em Ernesto!
- Urso de Prata de melhor excelência artística:
  - Henning von Gierke por Nosferatu the Vampyre
  - Sten Holmberg por Kejsaren
- Urso de Prata: Die Ehe der Maria Braun